# Héctor Berenguel
Héctor Berenguel del Pino (Almería, España, 11 de octubre de 1974) es un exjugador y entrenador de fútbol español. Cuando era futbolista jugaba de lateral derecho.

## Trayectoria como jugador
Nacido en Almería, Héctor comenzó su carrera profesional en el Polideportivo Almería en Tercera División. En 1995 fichó por el Elche CF y jugó la Promoción de ascenso a 2ªB.
En la siguiente temporada, varios equipos grandes se fijaron en él. Finalmente el Sevilla FC se hizo con sus servicios. En el club hispalense obtuvo su primer título: la Segunda División de España.
Debutó en Primera División el 22 de agosto de 1999, empatando 2-2 con la Real Sociedad en el Estadio Sánchez Pizjuán.
Héctor Berenguel fichó por el Deportivo de La Coruña la temporada siguiente a la Liga conquistada por el club gallego. En dicho equipo consigue 2 títulos: la Copa del Rey y la Supercopa de España en el año 2002. En 2006 se marcha al Mallorca, donde juega 29 partidos de Liga en Primera División y acaba la temporada en 7º lugar.

## Trayectoria como entrenador
En el verano de 2009 regresa a su tierra para hacerse cargo de las categorías inferiores del CD Roquetas. Y más tarde en 2011 el Polideportivo Ejido se hace con sus servicios como entrenador.
En la temporada 2013/14 entrenando al Comarca del Mármol de la Regional Preferente de Almería consigue su primer ascenso como entrenador a Primera División Andaluza, batiendo el récord de puntos de la categoría. 
En la temporada 2014/15 logra ascender con el conjunto del Comarca del Mármol a la Tercera División.
En la temporada 2015/16 acaba la temporada en la posición decimoctava del Grupo 9 de la Tercera División.
En julio de 2019, llega como segundo entrenador de la AD Alcorcón de la Liga 1|2|3 para ser segundo entrenador de Fran Fernández por una temporada.
En verano de 2020, fue segundo entrenador de Fran Fernández en el Club Deportivo Tenerife de la Segunda División de España.
El 2 de noviembre de 2021, regresa como segundo entrenador de la AD Alcorcón de la Segunda División de España, para ser asistente de Fran Fernández por el resto de la temporada 2021-22.
El 3 de julio de 2023, firma como entrenador del San Fernando C. D. I. de la Primera Federación de España.
El 16 de octubre de 2023, es destituido como entrenador del San Fernando C. D. de la Primera Federación.

## Clubes como jugador
| Temporadas | Equipo                 | Partidos | Goles |
| ---------- | ---------------------- | -------- | ----- |
| 1992-1995  | Polideportivo Almería  | S/D      | S/D   |
| 1995-1998  | Elche CF               | 106      | 2     |
| 1998-2001  | Sevilla FC             | 103      | 8     |
| 2001-2006  | Deportivo de La Coruña | 80       | 0     |
| 2006-2008  | RCD Mallorca           | 50       | 0     |

## Clubes como entrenador
| Club                                            | País   | Año       | División                                      |
| ----------------------------------------------- | ------ | --------- | --------------------------------------------- |
| Club Deportivo Roquetas (categorías inferiores) | España | 2009-2011 | Segunda B                                     |
| Polideportivo Ejido                             | España | 2011      | Segunda B                                     |
| Comarca del Mármol                              | España | 2013-2016 | Regional Preferente/Tercera División          |
| AD Alcorcón (Segundo Entrenador)                | España | 2019-2020 | Segunda División de España                    |
| CD Tenerife (Segundo Entrenador)                | España | 2020      | Segunda División de España                    |
| AD Alcorcón (Segundo Entrenador)                | España | 2021-2023 | Segunda División de España/Primera Federación |
| San Fernando C. D. I.                           | España | 2023      | Primera Federación                            |

## Palmarés
- Copa del Rey (1): 2002
- Supercopa de España (1): 2002
- Segunda División de España (1): 1998